# Spheniscus urbinai
Spheniscus urbinai es una especie de pingüino extinto fósil, que se caracteriza por ser más grande que las especies actuales del género Spheniscus y poseer una proporción del rostro o pico en relación con el cráneo mayor que en las especies actuales, pero menor a la de Spheniscus megaramphus. Fue hallada en Perú, y descrito por el investigador peruano Marcelo Stucchi Portocarrero, en 2002. 
El nombre de la especie es en honor al investigador peruano Mario Urbina, quien recolectó los fósiles de Spheniscus urbinai entre 1995 y 2000. El holotipo se encuentra actualmente depositado en la colección del departamento de Paleontología de Vertebrados de la Universidad Mayor de San Marcos en Lima, Perú.
Los ejemplares provienen de los niveles Sacaco Sur, Montemar y Aguada de Lomas de la formación geológica Pisco, de edad Mioceno tardío - Plioceno, es decir, entre 7 a 5 millones de años atrás.

## Descripción

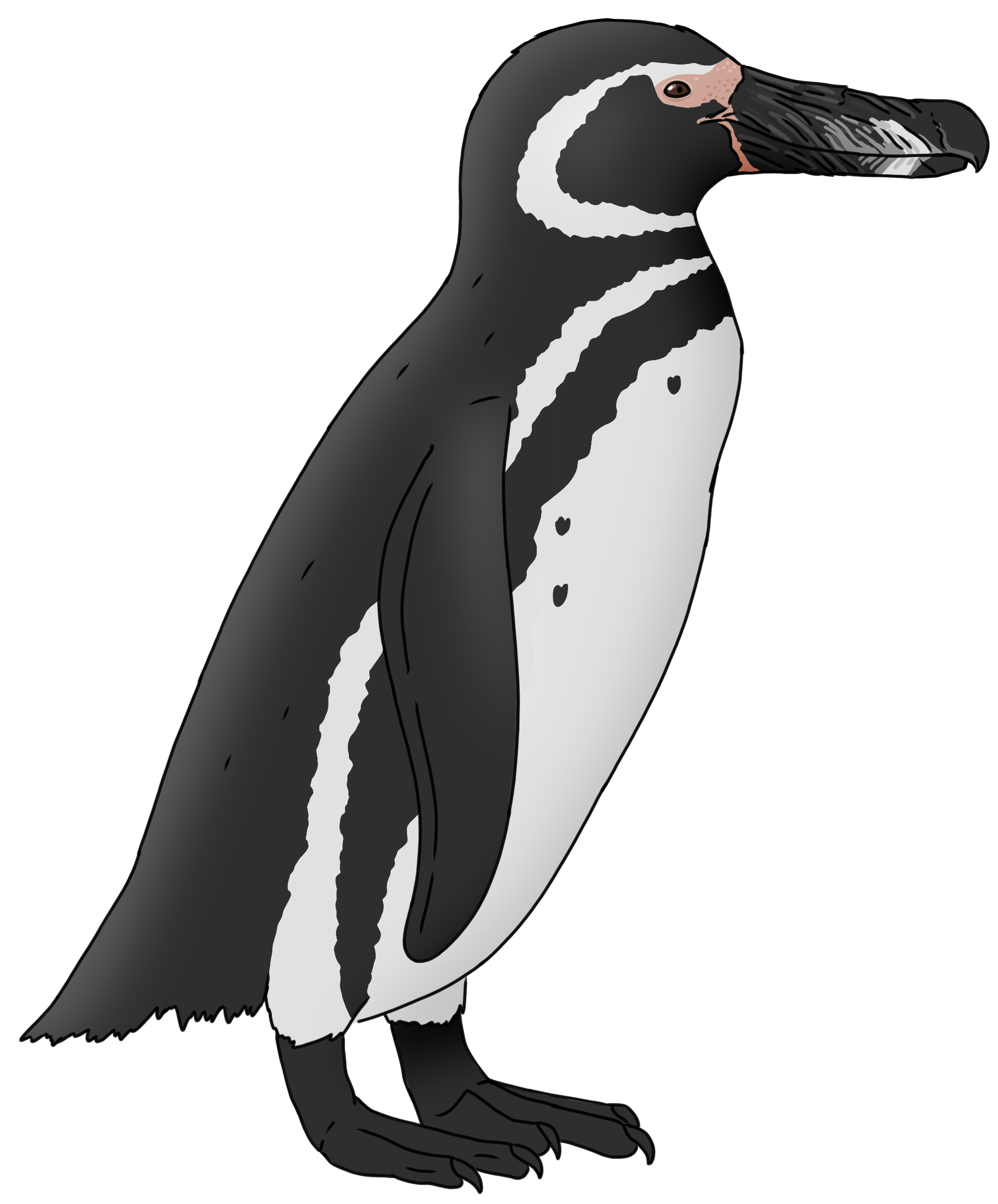
Reconstrucción artística de Spheniscus urbinai

Se diferencia de las demás especies del género solo a nivel craneal; los restos post-craneales encontrados y atribuidos a Spheniscus urbinai no presentan diferencias con las otras especies, solo el mantener la proporción de hasta un 25% más grande que las especies actuales.
Las principales características de la especie son ser hasta un 25% más grande que las especies actuales del género Spheniscus, poseer el rostro hasta un 40% más largo en relación con el neurocráneo, más ancho en su base, más alto y curvo dorsoventralmente y ligeramente más corto que el de Spheniscus megaramphus. Se diferencia de este último por poseer un articular largo y mandíbula corta.